# Axel (plaats)

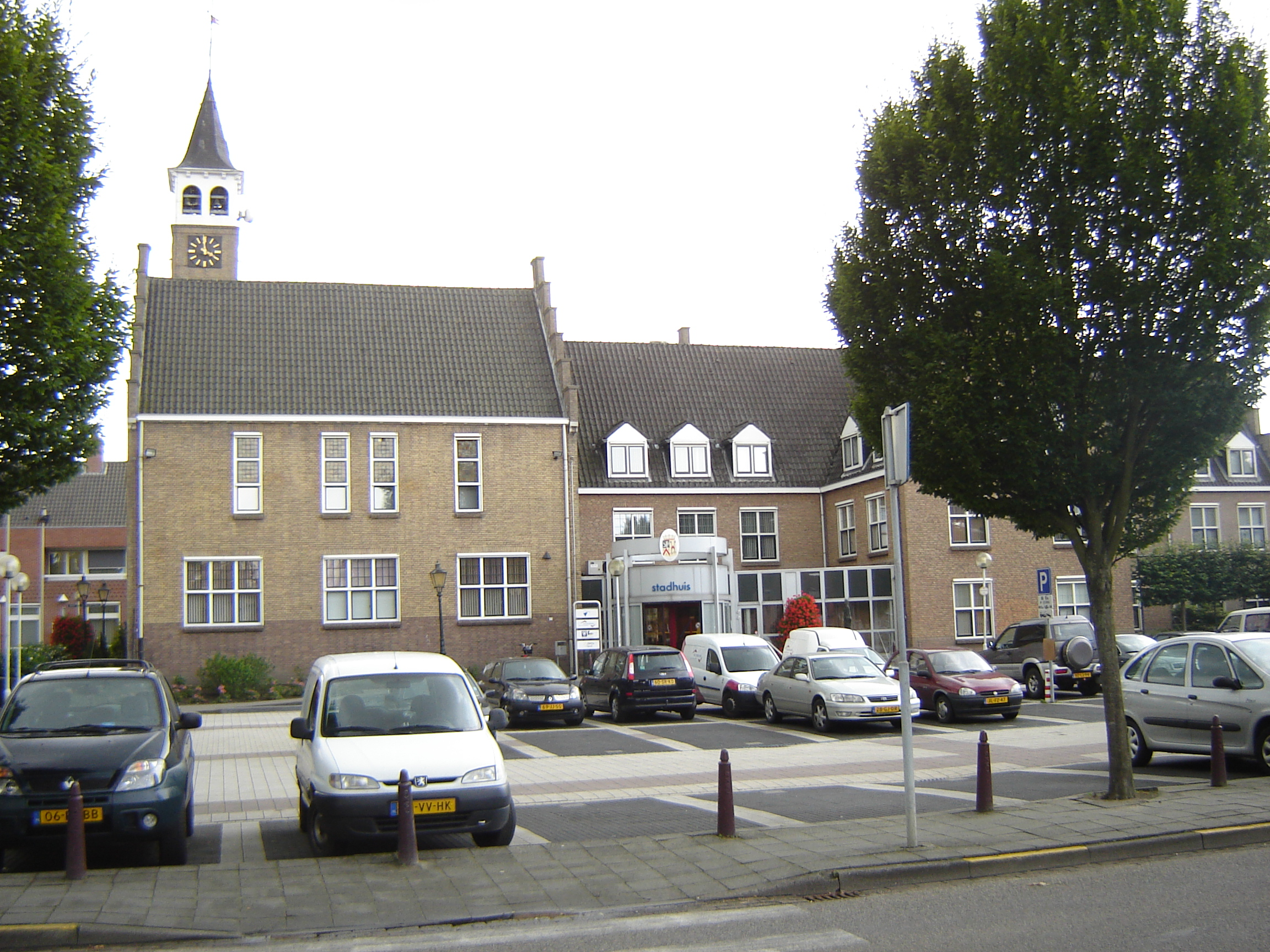
Stadhuis Axel

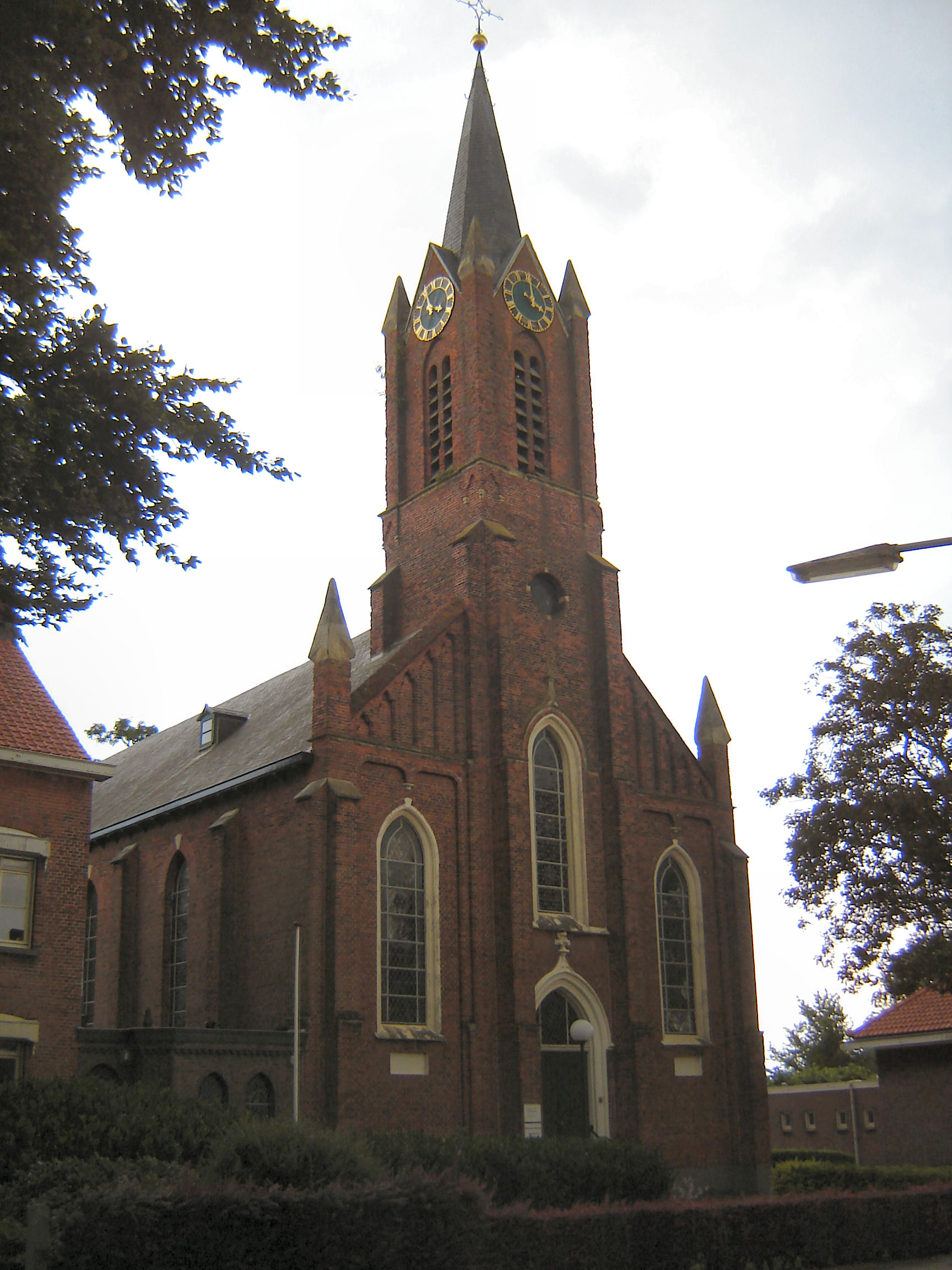
Gregorius de Grotekerk

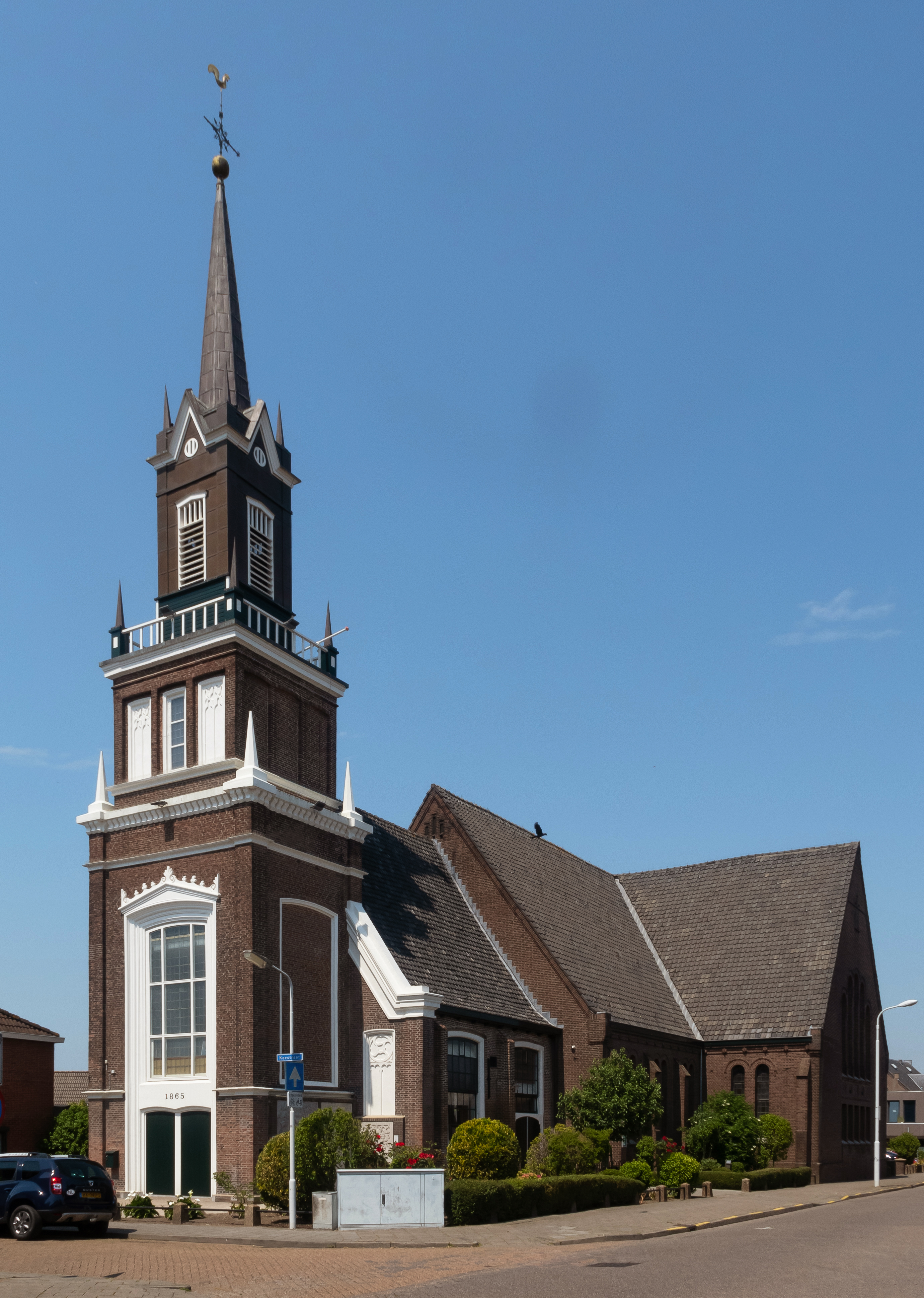
Nederlands Hervormde kerk

Axel (Zeeuws: Aksel) is een stad in Zeeuws-Vlaanderen, het zuidelijk deel van de Nederlandse provincie Zeeland. Axel maakt deel uit van de gemeente Terneuzen.

## Geografie
De stad telde in 2023 7.875 inwoners (die Axelaars worden genoemd) en is hiermee de achtste plaats van de provincie Zeeland. In 1995 startte de bouw van de eerste woning van de wijk Zonnemare. Begin 21e eeuw werd een nieuwe wijk en enkele appartementencomplexen gebouwd.

## Economie
In 1911 werd de gemeentelijke gasfabriek opgestart, die sedert 1926 ook gas aan Terneuzen leverde. Vanaf 1955 werd gas betrokken bij de nabijgelegen cokesfabriek. In 1966 werd het bedrijf onderdeel van de ZEGAM (Zeeuwse Gasmaatschappij) en werd overgeschakeld op aardgas.
De stad vervult de functie van streekcentrum, met betrekkelijk veel winkels. Veel werkgelegenheid is te vinden in de industrie van de Kanaalzone.

## Verkeer en vervoer
Het station Axel aan de spoorlijn 54 Mechelen - Terneuzen werd geopend op 27 oktober 1871. Er was reizigersverkeer tot 7 oktober 1951. Tot 1968 vond er nog goederenvervoer plaats. De spoorlijn werd opgebroken in 1984 en het stationsgebouw werd gesloopt in 1968. De Oude Spoorbaan en de Stationsstraat in Axel herinneren nog aan het spoorverleden.
Axel was ook per tram bereikbaar na de opening in 1916 van de tramlijn Drieschouwen - Kloosterzande van de Zeeuwsch-Vlaamsche Tramweg-Maatschappij (ZVTM). Vanaf 1 augustus 1948 werd het reizigersvervoer gestaakt, in september 1949 werd ook het goederenvervoer stilgelegd en werden de sporen opgebroken.
Er rijden verschillende lijnbussen van Connexxion richting Terneuzen, Hulst en Zuiddorpe.
Per auto is Axel bereikbaar via de N258 van Hulst naar Sas van Gent.
Axel heeft ook een klein vliegveld (zweefvliegveld).

## Cultuur

### Land van Axel
De stad Axel maakt, samen met onder andere Terneuzen en Zaamslag (maar niet de ten zuiden van Axel liggende dorpen), deel uit van het overwegend calvinistische Land van Axel. Kenmerkend is de traditionele Axelse klederdracht, inmiddels alleen nog door folkloregroepen gedragen, met opstaande doek, kanten trekmuts, en spiraalvormige gouden krullen met strik. Axel is een van de weinige steden in Nederland die een duidelijk te herkennen klederdracht heeft. Ook hierbij, net als bij het dialect, vallen gebieden rond Axel, waar o.a. Zaamslag, Terneuzen en Hoek liggen, onder de invloeden van Axel.

### Dialect
Het dialect dat in Midden- en West-Zeeuws-Vlaanderen wordt gesproken heeft zijn oorsprong in Axel. Er wordt dan ook vaak van Axels of plat Axels gesproken.

### Êêrpelkappers
In de streek worden Axelaars vaak êêrpelkappers (aardappelkappers) genoemd. Zij hadden de gewoonte op de aardappelvelden naar achtergebleven aardappels te zoeken wanneer de boeren de velden hadden geoogst. Deze bijnaam geldt in Axel als een geuzennaam. Op het J.F. Kennedyplein is een standbeeld voor de aardappelkapper opgericht.

### Bouwwerken
De stad heeft vier kerken waarvan er nog twee in gebruik zijn, en wel de Hervormde kerk, nu PKN-kerk, en de Nederlandse Gereformeerde kerk. Er zijn drie begraafplaatsen waarvan één bij de voormalige katholieke Gregorius de Grotekerk. Verder zijn er vier basisscholen, een bejaardenhuis, vier appartementencomplexen voor bejaarden, een grote sporthal ('t Sportuus).
Op de vestingwal staat de Stadsmolen, die in 1911 werd onttakeld en in de jaren vijftig uitbrandde, maar die sinds 2000 weer draait en op vrijwillige basis graan maalt.
Net ten zuiden van de stad staat in een bosrijk gebied (Smitsschorre) een watertoren van 60 meter hoog. Deze kan beklommen worden. Bij helder weer is Vlissingen te zien.
De omgeving van Axel kent enkele -voornamelijk 19e-eeuwse- boerderijen en boerderijdelen die geklasseerd zijn als Rijksmonument.
In Axel start de Fortenroute, een fietsroute die over een afstand van 40 kilometer langs de mooiste plaatsen uit de streek leidt en een twintigtal voormalige forten aandoet, met name die van de Linie van Axel I en de Linie van Axel II.

### Musea
- In streekmuseum Museum Het Warenhuis (voorheen: Het Land van Axel) is onder andere het interieur van een boerenkamer plus boerenkeuken te zien van rond het jaar 1880. Ook is er een unieke verzameling van originele Axelse klederdracht aanwezig. Natuurlijk wordt er uitgebreid aandacht besteed aan de geschiedenis van Axel door de jaren heen. Tevens worden er tijdens het seizoen wisselende tentoonstellingen gehouden. Het streekmuseum, wat zijn naam heeft ontleend aan de vroegere Axeler Ambacht, draait op vrijwillige basis. In januari 2015 ging het open in een nieuwe vestiging in een vroeger warenhuis aan de Markt van Axel.
- Het Oorlogsmuseum Gdynia over de Tweede Wereldoorlog, onder andere gewijd aan de gevechten, die de Eerste Poolse pantserdivisie tijdens de Slag om de Schelde om Axel hebben gevoerd.
- In Witte's Museum voor Fotografie en Radio is een vaste collectie van oude fototoestellen en radioapparatuur te zien. Dit kleine museum is gesticht door de gebroeders Jan en Maarten Witte, die de hele collectie bijeen hebben gebracht.
- In de Watertoren van Axel is de begane grond ingericht als tentoonstellingsruimte, waar bijzondere tentoonstellingen worden georganiseerd. Hierbij staat de natuur centraal, maar af en toe kan de ruimte ook voor kunstexposities gebruikt worden. Rondom de watertoren is een heemkundige tuin aangelegd. De organisatie van de Watertoren is dezelfde als die van Museum Het Warenhuis en draait eveneens dankzij de inzet van vrijwilligers.

### Evenementen
- Axel kent een zeer uitgebreide zaterdagmarkt die iedere week vele mensen trekt, ook vanuit België. De zaterdagmarkt kende zijn hoogtijdagen in de jaren zestig en zeventig van de vorige eeuw, het was toentertijd de grootste weekmarkt van de streek. Naast de grote weekmarkt is Axel ook een populair uitgaanscentrum dat ook zijn hoogtijdagen had in de jaren zeventig van de vorige eeuw. Nadat enkele cafés in de stad zijn omgevormd tot mini-disco’s is de populariteit van het uitgaanscentrum toegenomen.[bron?]
- Ieder jaar doet in het voorjaar de Internationale Juniorendriedaagse Axel aan. Dit wielerevenement dat ook zijn oorsprong in Axel heeft trekt jaarlijks wielrenners van over de hele wereld.
- Koninginnedag werd en Koningsdag wordt in Axel groots gevierd. De Oranjevereniging heeft met vrijmarkt, spelletjes, zeskampen, klederdrachtgroepen, fietstochten, een aubade en nog veel meer een zeer ruim programma dat loopt van 's ochtends vroeg tot 's avonds laat.
- Hemelvaart wordt ieder jaar groots gevierd in het centrum van Axel. Op het Hofplein is er sinds 1987 een oldtimer-festival. Bij de PKN-kerk is er sinds 2009 een 'provenement' waar hapjes kunnen worden gekocht voor een goed doel. In de stad zijn er nog andere activiteiten zoals: livemuziek, braderie en een boemeltreintje.
- Met Pinksteren is er een kermis.
- Iedere 2de donderdag in december organiseert de ondernemersvereniging "Axclusief" in het centrum van Axel een kerstmarkt. Inmiddels is dit evenement, met meer dan 150 kramen, uitgegroeid toe de grootste kerstmarkt van Zeeland. Ieder jaar trekt deze kerstmarkt meer dan 10.000 bezoekers uit alle windstreken naar Axel.

## Geschiedenis

### Middeleeuwen
Al in het jaar 991 werd de naam Axel voor het eerst genoemd. In de kroniek van de toen heersende graaf Boudewijn IV wordt gesproken over een klein plaatsje met een haventje: Axla, het latere Axel. De naam Axel zou "eksterbosje" (agnulauha) of "kasteel aan het water" (akesele) kunnen betekenen. De tweede uitleg is het meest voor de hand liggend. Er zijn ook twee straten, de Burchtlaan en de Burchthof, en één school, De Warande, naar genoemd. Er is ook een uitleg dat Axel de naam was van een Viking die in de buurt van de stad een vesting zou hebben gesticht.
In 1108, 75 jaar voordat Axel stadsrechten kreeg, was in Axel al sprake van een Sint-Pieterskerk. Op de plaats waar deze grote kerk heeft gestaan bevindt zich tegenwoordig de oude begraafplaats. Omstreeks 1200 werd melding gemaakt van een kasteel, zetel van de heren van Axel.
In 1183 verkreeg Axel stadsrechten van Filips van de Elzas, graaf van Vlaanderen. Vroeger lag Axel in het rechtsgebied van de stad Gent. De plaats ontwikkelde zich tot een bloeiende marktstad en werd om deze reden geplunderd door de Gentenaren in 1380 en 1452.

### Tachtigjarige oorlog
In de 16de eeuw kwam het katholicisme onder druk door de invloed van de Reformatie. De Beeldenstorm van 1566 woedde hevig. 160 inwoners van de stad en omliggende dorpen waren aanhangers van het protestantisme. Tien van hen werden als ketters terechtgesteld. In 1570 kwam Axel, ten gevolge van de Allerheiligenvloed, op een eiland te liggen.
De stad Axel had, evenals enkele omliggende steden en dorpen, een zeer strategische ligging, want de stad versperde de doorgang naar de havenstad Terneuzen en naar andere plaatsen aan de Westerschelde, en daarmee de toegang naar de haven van Antwerpen en het achterliggende land. Tijdens de Tachtigjarige Oorlog lag Axel bovendien aan een zeearm, het Axelse Gat. De stad en haar omgeving vormde een onderdeel van de Staats-Spaanse Linies. Hier is de Linie van Axel I en later de Linie van Axel II aangelegd.
Op 17 juli 1586 werd de stad door Prins Maurits op de Spanjaarden veroverd. Ze kreeg spoedig daarna door Leicester stadsrechten toegekend. Door het gebied ten westen van Axel (bij Westdorpe) onder water te zetten kon Axel behouden blijven voor de Staatsen. Dit water vormde daarmee de grens tussen Spaans en Nederlands gebied. Het was een van de eerste wapenfeiten van prins Maurits. Axel heeft gedurende de rest van de oorlog in de linie gelegen.
Het eiland werd aldus in een vroeg stadium van de Tachtigjarige Oorlog, namelijk in 1586, op de Spanjaarden veroverd door Prins Maurits. Deze liet vestingwerken aanleggen welke in 1601 gereed kwamen. De Spanjaarden legden tegenover Axel eveneens vestingwerken aan, zoals de Linie van Communicatie tussen Hulst en Sas van Gent (1636). Na het einde van de Tachtigjarige Oorlog werden inpolderingswerken aangevangen, zoals de grote Beoosten Blij-benoordenpolder (1653) en uiteindelijk de Beoosten en bewesten Blijpolder (1790).
De Fransen ontmantelden de vestingwerken, en in 1816 werd de vesting formeel opgeheven.
Het gebied Staats-Vlaanderen (het latere Zeeuws-Vlaanderen) was verdeeld in 't Vrije van Sluis en een deel van de Vier Ambachten (Hulster-, Axeler-, Assenedener- en Boukhouter Ambacht). In het Axeler Ambacht lagen de steden: Axel en Ter Neuze (toen gehucht met een fort), en de dorpen: Aendijcke, Zaemslacht (Zaamslag) (tijdelijk), Koewagt, Zuiddorp, Westdorp, Overslag en enkele kleine schansen. (de plaatsnamen zijn op de oude wijze gespeld). Het Land van Axel was kleiner van omvang. Dit had een bijzondere status, bekend als committimus, waarbij het rechtstreeks onder de Staten van Zeeland viel, in tegenstelling tot andere delen van Zeeuws-Vlaanderen, die als Generaliteitsland rechtstreeks door de Staten Generaal werden bestuurd.

### Nieuwe tijd
In 1789 werd een havenkanaal aangelegd om de verbinding met de zee te waarborgen. In 1825 werd dit vergroot tot Zijkanaal C, en dit zou doorgetrokken worden naar Hulst, maar ten gevolge van de Belgische Opstand (1830) kwam dit Zijkanaal naar Hulst nimmer gereed.
In 1851 werd de Axelse haven opgeheven en in 1871 kreeg Axel een station, dat tot 1951 bleef functioneren.
Tijdens de Bataafse Gemenebest werd een volkstelling gehouden. Volgens de bevolkingsstaat van de commune Axel per 1 januari 1806 woonden in de gemeente in totaal 1996 zielen, waaronder 1338 personen vanaf 12 jaar en 658 kinderen. Daarvan woonden er 1033 binnen de stad Axel en 963 in de omringende polders. De polders waren Beoostenblij Benoorden Polder, Capelle Polder, Vissers Polder, Ouden Eglentier Polder, Nieuwen Eglentier Polder, Spuije, Coegors Polder, Schaapenbout, Buth Polder, Noord Polder en Beoosten- en Bewestenblij. 

### Tweede Wereldoorlog
Tijdens de Tweede Wereldoorlog, van 16 tot 19 september 1944, werd Axel bevrijd door een gevechtsgroep van de Eerste Poolse Pantserdivisie onder leiding van kolonel dr. Zdzisław Szydłowski. Een aantal straatnamen in de stad (Polenstraat, Generaal Maczekstraat, Generaal Sikorskistraat) en het centrale plein, het Szydlowskiplein, herinneren hier nog aan.
Ook is tussen Axel en Hulst de Gdyniabrug te vinden. Dit is de plaats waar de Polen onder dekking van dichte mist het kanaal van Axel naar Hulst overstaken met behulp van een pontonbrug. Deze brug is gelegd nadat Axel na vier dagen strijd nog steeds in handen van de Duitsers was. De Polen waren in eerste instantie van plan Axel op de vijfde dag te bombarderen maar toen die vijfde dag (19 september 1944) een mistige dag bleek te worden, waagden de Polen het om de Gdyniabrug te leggen en via het oosten aan te vallen. Eerdere aanvallen via het zuiden liepen vast, omdat de Duitsers de strategische ligging van Axel goed door hadden. Zo had de bezetter aan de zuidelijke toegangsweg richting Axel veel artillerie geplaatst en stukken land ten zuiden van Axel onder water gezet.

### Voormalige gemeente
Tot de gemeentelijke herindeling van 2003 was Axel een zelfstandige gemeente. In 1970 werd de gemeente Axel uitgebreid met de gemeenten Koewacht, Overslag en Zuiddorpe en delen van Sint Jansteen, Vogelwaarde en Westdorpe. Dat jaar werd ook het wapen van Axel herzien. De leeuw kreeg een kroon en gouden nagels, een rode tong en een halsband met een kruis. De voormalige gemeente had een oppervlakte van 72,36 km², waarvan 71,38 km² land.
De vlag van de voormalige gemeente Axel is in een baan om de aarde geweest. Lodewijk van den Berg, geboren te Sluiskil, nam de vlag mee de ruimte in op zijn missie met de Spaceshuttle Challenger.

## Natuur en landschap
Axel ligt in een zeekleipoldergebied op een hoogte van ongeveer 1,5 meter. In de omgeving treft men vele kreken aan, waarvan de Axelse Kreek de belangrijkste is. Deze is via het Zijkanaal C verbonden met het Kanaal Gent-Terneuzen. In oostelijke richting verloopt deze waterweg verder als het Zijkanaal naar Hulst. Andere kreken zijn Spuikreek, Buthkreek,  't Val, Dries Arendskreek en Boschkreek. Vooral ten zuiden van Axel ligt een natuur- en recreatiegebied: De Smitsschorre. Hier vindt men ook een golfterrein en een zweefvliegveld. Verder zijn er in de omgeving van Axel tal van overblijfselen van de Staats-Spaanse Linies, waaronder voormalige forten, liniedijken en dergelijke.

## Geboren in Axel
- Pieter Paulus (1753-1796), jurist, advocaat-fiscaal en politicus
- Jhr. Adriaan Frans Meijer (1768-1845), legerofficier, laatstelijk luitenant-generaal
- Dingeman Jacobus Oggel (1847-1916), ondernemer en burgemeester van Axel
- Petrus Dieleman (1873-1961), politicus
- Marinus Abraham Mieras (1915-1981), politicus
- Johannes Cornelis Dane (1917-1944), marechaussee, SOE-agent, slachtoffer Englandspiel
- Johanna Boogerd-Quaak (1944)
- Richard Bukacki (1946-2024), wielrenner
- Ab Baars (1955), jazzmusicus
- Leendert Houtekamer, (1956-2020), beeldhouwer
- Dick Boer (1957), bestuursvoorzitter Ahold Delhaize
- Ankie van Tatenhove (1968), politica
- Broeder Dieleman, (1974), singer-songwriter
- Rick van Drongelen (1998), voetballer

## Nabijgelegen kernen
Sluiskil, Terneuzen, Zaamslag, Westdorpe, Zuiddorpe, Koewacht, Hulst